# Migros
Migros er en af Schweiz' største virksomheder, landets største supermarkedkæde og største arbejdsgiver. Af virksomheden er udledt Tyrkiets største detailhandel, Migros Türk, som blev uafhængig af Migros Schweiz i 1975.
Navnet kommer fra det franske "mi" for halv- eller midtvejs og "gros" for engros. Altså indikerer navnet, at priserne ligger et sted mellem detailhandel og engrossalg. Firmaets logo er et stort orange M, som nogle schweiziske aviser kalder "den orange gigant" (tysk: oranger Riese, fransk: géant orange, italiensk: gigante arancio). Firmaets kundekort er M-Cummulus.
| Schweiz | Spire Denne artikel om et firma eller en virksomhed i Schweiz er en spire som bør udbygges. Du er velkommen til at hjælpe Wikipedia ved at udvide den. |